# Diêu Trường
Diêu Trường (giản thể: 姚苌; phồn thể: 姚萇; bính âm: Yáo Cháng) (331–394), tên tự Cảnh Mậu (景茂), gọi theo thụy hiệu là (Hậu) Tần Chiêu Vũ Đế ((後)秦武昭帝), là vị hoàng đế sáng lập nên nước Hậu Tần trong lịch sử Trung Quốc. Cha ông là Diêu Dặc Trọng (姚弋仲), là một vị tướng mạnh mẽ và một tộc trưởng người Khương dưới quyền cai trị của hoàng đế Thạch Hổ của Hậu Triệu, song sau khi Hậu Triệu suy sụp, anh trai của Diêu Trường là Diêu Tương (姚襄) đã cố lập nên một quốc gia độc lập song đã bị quân Tiền Tần đánh bại và sát hại. Diêu Trường sau đó trở thành một tướng của Tiền Tần, song sau một sự kiện vào năm 384, diễn ra sau khi Phù Kiên đại bại trong trận Phì Thủy, Diêu Trường sợ rằng Phù Kiên sẽ giết mình nên đã nổi loạn. Diêu Trường sau này đã bắt giữ rồi giết chết Phù Kiên, do Phù Kiên trước đây đã tha chết cho Diêu Trường sau cuộc nổi loạn của Diêu Tương nên nhiều sử gia coi Diêu Trường là một kẻ vong ân bội nghĩa.

## Sự nghiệp ban đầu
Diêu Trường sinh năm 331, là con trai thứ 24 trong tổng số 42 con trai của Diêu Dặc Trọng (姚弋仲). Ông được mô tả là người thông minh và thận trọng, song lại không quan tâm vấn đề một cách tỉ mỉ. Sau khi Hậu Triệu sụp đổ, Diêu Dặc Trọng thần phục nhà Tấn và trở thành chư hầu. Sau khi Diêu Dặc Trọng qua đời năm 351, người con trai Diêu Tương đã lên nắm quyền chỉ huy quân lính và đã tiến về phía nam để trình diện tướng Tấn. Sau khi nhận ra rằng tướng Ân Hạo của Tấn rất nghi ngờ mình, Diêu Tương đã nổi loạn vào năm 352 và phục kích Ân Hạo, sau đó chiếm được các thành trong vùng Lạc Dương (song không chiếm được thành Lạc Dương), có ý định trở thành vua tại vùng này. Trong thời gian này, Diêu Trường là một trong những quân sư cho anh trai. Trong một trận đánh vào năm 352, ngựa của Diêu Tương bị giết, và Diêu Trường đã nhường ngựa cho Diêu Tương, bảo anh trai rằng miễn là ông ta còn sống thì kẻ địch sẽ không dám động đến ông [Diêu Trường]. Tuy nhiên, khi họ vẫn còn tranh luận thì đã được binh lính của mình ứng cứu.
Tuy nhiên, trước khi Diêu Tương có thể tăng cường sự cai trị của mình trong khu vực thì vào năm 356, tướng Hoàn Ôn của Tấn đã tiến đánh và đánh bại quân nổi loạn, chiếm lại các thành và buộc Diêu Tương phải từ bỏ kế hoạch lập quốc tại khu vực. Thay vào đó, Diêu Tương buộc phải tiến về phía tây bắc rồi phía tây và giáp mặt với Tiền Tần, đất nước lúc này đang do Phù Sinh trị vì. Năm 357, Diêu Tương tiến vào lãnh thổ Tiền Tần, một số người Khương, Hung Nô và Hán đã đến đầu quân cho ông. Phù Sinh cử Phù Hoàng Mi (苻黃眉), Phù Đạo (苻道), Phù Kiên, và Đặng Khương (鄧羌) đi đánh Diêu. Ban đầu, Diêu Tương từ chối giao chiến, song sau khi bị Đặng Khương công khai xúc phạm, Diêu Tương đã tấn công và bị rơi vào bẫy để rồi bị bắt rồi bị giết. Diêu Trường trở thành người nắm giữ binh lính và biết rằng mình không thể kháng cự nên đã đầu hàng. Ban đầu, Phù Hoàng Mi muốn xử tử Diêu Trường, song do được Phù Kiên can thiệp nên Diêu Trường đã được tha.

## Phụng sự cho Phù Kiên
Năm 357, Phù Kiên lật đổ vị hoàng đế Phù Sinh bạo tàn và kỳ quái rồi lên ngôi. Trong một thời điểm nào đó vào đầu thời trị vì của mình, Phù Kiên đã phong cho Diêu Trường làm tướng. Chiến dịch đầu tiên mà ông được nêu tên trong sử sách khi phụng sự cho Tiền Tần là vào năm 366, khi đó ông phụ tá cho Vương Mãnh tấn công Kinh Châu (荊州, nay là Hồ Nam cùng trung bộ và nam bộ Hồ Bắc) của Tấn. Năm 367, ông lại trợ giúp Vương Mãnh tấn công quân nổi loạn ở đông bộ Cam Túc ngày nay, lãnh đạo quân nổi loạn là một người Khương tên là Liễm Kỳ (斂岐), các thuộc hạ của người này nguyên là các thuộc hạ của Diêu Dặc Trọng và do vậy họ sẵn sàng đầu hàng Diêu Trường. Phù Kiên phong ông làm thái thú Lũng Đông quận (隴東, gần tương đương với Bảo Kê, Thiểm Tây hiện nay). Năm 371, ông tham gia chiến dịch chống quốc chủ Cừu Trì là Dương Soán (楊篡), và năm 373, sau khi Tiền Tần chiếm được khu vực nay là Tứ Xuyên, Trùng Khánh, và nam bộ Thiểm Tây từ tay Tấn, Diêu Trường đã trở thành thứ sử Ninh Châu (寧州, nay là nam bộ Tứ Xuyên). Năm 376, Diêu Trường cũng trợ giúp Cẩu Trường (苟萇) trong chiến dịch chinh phạt Tiền Lương, và năm 378 ông cũng liên quan đến việc vây hãm thành Tương Dương (襄陽, nay thuộc Tương Dương, Hồ Bắc) của Tấn. Vào một lúc nào đó trong thời gian Phù Kiên trị vì, hoàng đế đã phong cho Diêu Trường làm Ích Đô hầu.
Năm 383, Phù Kiên đã chuẩn bị một cuộc tấn công lớn nhằm vào Tấn với ý định tiêu diệt triều đại này và thống nhất Trung Hoa. Trong khi đại đa số các thuộc hạ của Phù Kiên phản đối thì Diêu Trường là một trong số ít tướng lĩnh ủng hộ kế hoạch, trong số những người phản đối đó có các hoàng đệ và thừa tướng Phù Dung, thừa tướng đặc biệt nghi ngờ Diêu Trường và Mộ Dung Thùy vì không ai trong hai người có nguồn gốc Đê. Phù Kiên đã tiến hành kế hoạch bất chấp sự phản đối của Phù Dung, tuy nhiên, hoàng đế lại lập Phù Dung làm chỉ huy đại quân trong chiến dịch. Diêu Trường được giao phụ trách nhánh quân phía tây nam (tách biệt với đại quân), và được Phù Kiên phong làm Long Tương tướng quân (龍驤將軍).
Cuối năm đó, mặc dù vượt trội về quân số so với quân Tấn, quân của Phù Dung đã đại bại trong trận Phì Thủy, bản thân Phù Dung bị giết chết. Đầu năm 384, Mộ Dung Thùy nổi loạn ở phía đông của đế quốc với hy vọng phục nước Yên, và khi hay tin, cháu trai của Mộ Dung Thùy là Mộ Dung Hoằng cũng đã nổi loạn ở gần kinh thành Trường An. Phù Kiên cử Phù Duệ (苻叡) đi đánh Mộ Dung Hoằng cùng với sự hỗ trợ của Diêu Trường. Diêu Trường muốn để yên cho Mộ Dung Hoằng rời khỏi Quan Trung để trở về quê hương, song Phù Duệ lại kiên quyết ngăn chặn và kết quả là quân Tiền Tần đã bị đánh bại còn Phù Duệ thì bị giết chết. Diêu Trường cử hai người đưa tin tên là Triệu Đô (趙都) và Khương Hiệp (姜協) đến báo tin xấu cho Phù Kiên, vị hoàng đế này đã tỏ ra giận dữ và giết chết cả hai. Diêu Trường trở nên sợ hãi và đã bỏ rơi đội quân của mình, ông tập hợp những người Khương trong vùng và bắt đầu nổi loạn, Diêu Trường tự xưng tước hiệu "Vạn Niên Tần Vương" (萬年秦王), lập nước Hậu Tần.

## Xưng vương
Diêu Trường ban đầu chọn cách giữ cho đội quân của mình di chuyển thường xuyên, ông dự đoán rằng quân Tây Yên của Mộ Dung Hoằng sẽ bao vây Trường An và tiêu diệt Tiền Tần, sau đó sẽ khởi hành để trở về quê hương ở đông bắc, khi đó ông có thể lấy Trường An mà không cần phải giao chiến. Bằng cách này, ông hy vọng bảo toàn và gia tăng sức mạnh trong lúc các kẻ địch giao tranh với nhau. Vì thế, ông tạm thời định đô tại Bắc Địa (北地, nay thuộc Đồng Xuyên, Thiểm Tây), chiếm được các thành ở bắc bộ Thiểm Tây hiện nay. Mặc dù vậy, ông cũng tiến hành các trận chiến định kỳ với quân Tiền Tần và quân Tây Yên, còn Tiền Tần và Tây Yên thì cũng đánh lẫn nhau.
Năm 385, một sự biến tại thành Tân Bình (新平, nay thuộc Hàm Dương, Thiểm Tây) của Tiền Tần đã khiến Diêu Trường có danh là xảo trá. Người dân Tân Bình đã chiến đấu vô cùng khó khăn để giữ thành khi Diêu Trường bao vây thành lần đầu vào cuối năm 384. Cuối cùng, khi Tây Bình cạn nguồn lương thảo và trang thiết bị quân sự, Diêu Trường đã đảm bảo với thái thú của Tân Bình quận, Cẩu Phụ (苟輔), rằng nếu như chịu nhường thành, Diêu Trường sẽ cho phép thái thú có thể dẫn dân Tân Bình an toàn đi đến Trường An. Cẩu Phụ tin theo lời Diêu Trường, song ngay sau khi ông ta ra khỏi thành cùng 5.000 người còn lại, Diêu Trường đã bao vây họ và thảm sát tất cả, chỉ có một người duy nhất chạy thoát.
Vào mùa thu năm 385, Phù Kiên bỏ Trường An sau một thời gian dài bị Tây Yên bao vây, mục đích là để tìm kiếm nguồn lương thảo. Khi Phù Kiên đến Ngũ Tương Sơn (五將山, nay thuộc Bảo Kê, Thiểm Tây), Diêu Trường đã cử tướng Ngô Trung (吳忠) dẫn quân đi bao vây Phù Kiên, cuối cùng Phù Kiên đã bị bắt và giải đến Tân Bình và bị giam giữ tại đây. Diêu Trường đã cố thuyết phục Phù Kiên làm lễ nhường ngôi cho mình, song Phù Kiên đã từ chối. Cũng trong năm 385, Diêu Trường cử lính đến siết cổ Phù Kiên. Tuy nhiên, sau đó binh lính Hậu Tần lại tiếc thương Phù Kiên, Diêu Trường vì thế đã giả vờ là mình không ra lệnh giết chết Phù Kiên, ông phong thụy hiệu cho Phù Kiên là Tráng Liệt Thiên Vương (壯烈天王).
Quân Tây Yên dưới sự chỉ huy của hoàng đế Mộ Dung Xung đã chiếm Trường An, Hậu Tần và Tây Yên đã giao tranh. Tuy nhiên, người dân Tây Yên bất mãn về việc Mộ Dung Xung đã không dẫn họ trở về quê hương ở phía đông, và đến năm 386, Mộ Dung Xung bị ám sát trong một cuộc chính biến và Đoàn Tùy lên thay, người này sau đó lại bị ám sát và Mộ Dung Nghĩ lên thay, dưới sự lãnh đạo của Mộ Dung Nghĩ, người dân Tiền Yên bỏ Trường An và tiến về phía đông. Trong một thời gian ngắn, Trường An đã lọt vào tay một tộc trưởng Hung Nô là Hác Nô (郝奴), song Hác Nô đã đầu hàng khi Diêu Trường tiến đến Trường An. Diêu Trường định đô tại Trường An và xưng đế. Ông lập vợ mình làm Hoàng hậu và lập con trai, Diêu Hưng, làm Thái tử.

## Hoàng đế
Trong vài năm sau đó, Diêu Trường đã không thể kiểm soát hoàn toàn khu vực, lúc này các tướng người Đê, Khương, Hung Nô và Hán vẫn duy trì tình trạng bán độc lập trên khắp khu vực. Hơn nữa, vào năm 386, một thành viên đằng xa của hoàng tộc họ Phù của Tiền Tần là Phù Đăng đã nổi lên ở đông bộ Cam Túc ngày nay và chống lại Diêu Trường. Sau cái chết của con trai Phù Kiên là Phù Phi trong cùng năm, Phù Đăng đã xưng đế và trở thành đối thủ chính của Diêu Trường. Phù Đăng sử dụng việc Diêu Trường giết chết Phù Kiên để lấy lòng người, và trong nhiều năm ông ta đã khá thành công trong các trận chiến với Diêu Trường, mặc dù vậy cả hai bên đều không thể đánh bại nhau hoàn toàn. Tuy nhiên, Diêu Trường đã có thể lợi dụng tính thận trọng của Phù Đăng để dần đánh bại các tướng Tiền Tần khác trong khu vực. Giả dụ như vào năm 387, sau khi tướng Tiền Tần là Phù Toản (苻纂) bị huynh đệ là Phù Sư Nô (苻師奴) giết, Diêu Trường đã nắm lấy cơ hội này để nhanh chóng tiến đánh Phù Sư Nô và đã đánh bại được Phù, thu giữ được binh lính của người này. Cũng vào thời điểm này, Diêu Trường đã chiếm được các thành còn lại của Tây Yên ở phía tây Hoàng Hà.
Năm 389, sau khi thua vài trận trước Tiền Tần, Diêu Trường trở nên lo sợ và nghĩ rằng linh hồn của Phù Kiên đã giúp đỡ cho quân Tiền Tần, do đó, ông cũng làm theo Phù Đăng là làm một hình nộm của Phù Kiên và thờ phụng, tuyên bố ông giết chết Phù Kiên chỉ là để trả thù cho anh trai Diêu Tương và mong nhận được sự tha thứ. Song điều này đã không giúp được Diêu Trường và ông cuối cùng ông đã cắt đầu của hình nộm và gửi đến chỗ Phù Đăng. Cuối năm đó, trong khi Phù Đăng đang gây sức ép với Diêu Trường, Diêu Trường đã cho thực hiện một cuộc tấn công bất ngờ vào ban đêm, tiến đánh căn cứ hậu cần Đại Giới (大界, nay thuộc Hàm Dương, Thiểm Tây) của quân Tiền Yên, chiếm thành và bắt giữ Mao Hoàng hậu và giết chết hai con trai của Phù Đăng là Phù Biện (苻弁) và Phù Thượng (苻尚). Ban đầu, Diêu Trường muốn Mao Hoàng hậu trở thành thê thiếp của mình, song sau khi bị bà nguyền rủa, ông đã cho giết chết bà. Trong khi đó, quân Hậu Tần và Tiền Tần tiếp tục lâm vào thế bế tắc trong vài năm sau đó, song Phù Đăng đã không còn có thể đe dọa một lần nữa đến sự tồn vong của Hậu Tần từ thời điểm này.
Năm 392, Diêu Trường lâm bệnh, và khi Phù Đăng biết được tin này, ông ta đã cho mở một cuộc tấn công vào thành An Định (安定, nay thuộc Bình Lương, Cam Túc), song Diêu Trường bất chấp việc bị ốm, vẫn đối mặt với Phù Đăng trong trận chiến, và cuối cùng Phù Đăng đã buộc phải rút lui. Khoảng tết năm 394, Diêu Trường qua đời, Diêu Hưng lên kế vị.